# Boschi di Baikiaea dello Zambesi
I boschi di Baikiaea dello Zambesi sono un'ecoregione dell'ecozona afrotropicale, definita dal WWF (codice ecoregione: AT0724), situata nell'Africa australe, da Angola e Namibia, attraverso Botswana e Zambia, allo Zimbabwe. Forma parte della regione denominata steppe alberate del miombo centrale e orientale.

## Territorio
È un'ecoregione di savana con una superficie di 264.400 km²; occupa il sud-est dell'Angola, il nord-est della Namibia, alcune zone del nord del Botswana, il sud-ovest dello Zambia e l'ovest dello Zimbabwe. Confina a nord con i boschi di miombo angolani, ad est con la prateria dello Zambesi occidentale, le praterie inondabili dello Zambesi, i boschi di miombo dello Zambesi centrale, la savana alberata a mopane dello Zambesi e i boschi di miombo meridionali, a sud con i boschi di Acacia-Baikiaea del Kalahari e ad ovest con i boschi di mopane angolani. Il clima semiarido e la povertà del suolo rendono la regione inadatta per l'agricoltura, caratteristica che ha favorito la conservazione del manto vegetale originario. Le precipitazioni medie annuali spaziano da meno di 400 mm nel più arido sud-ovest ad oltre 600 mm nello Zimbabwe, ma possono aumentare fino a circa 800 mm nelle parti più settentrionali dell'ecoregione, in Angola e Zambia, e sono rigidamente concentrate tra novembre ed aprile. Le temperature massime medie si aggirano sui 27-30 °C, le minime medie sui 9-12 °C.

## Flora
Questa ecoregione costituisce una fascia di transizione tra le umide savane alberate australi e gli aridi deserti sud-occidentali. L'albero dominante di questa savana sabbiosa è il teak dello Zambesi (Baikiaea plurijuga), che forma boschetti secchi decidui che si alternano a praterie e macchie.

## Fauna

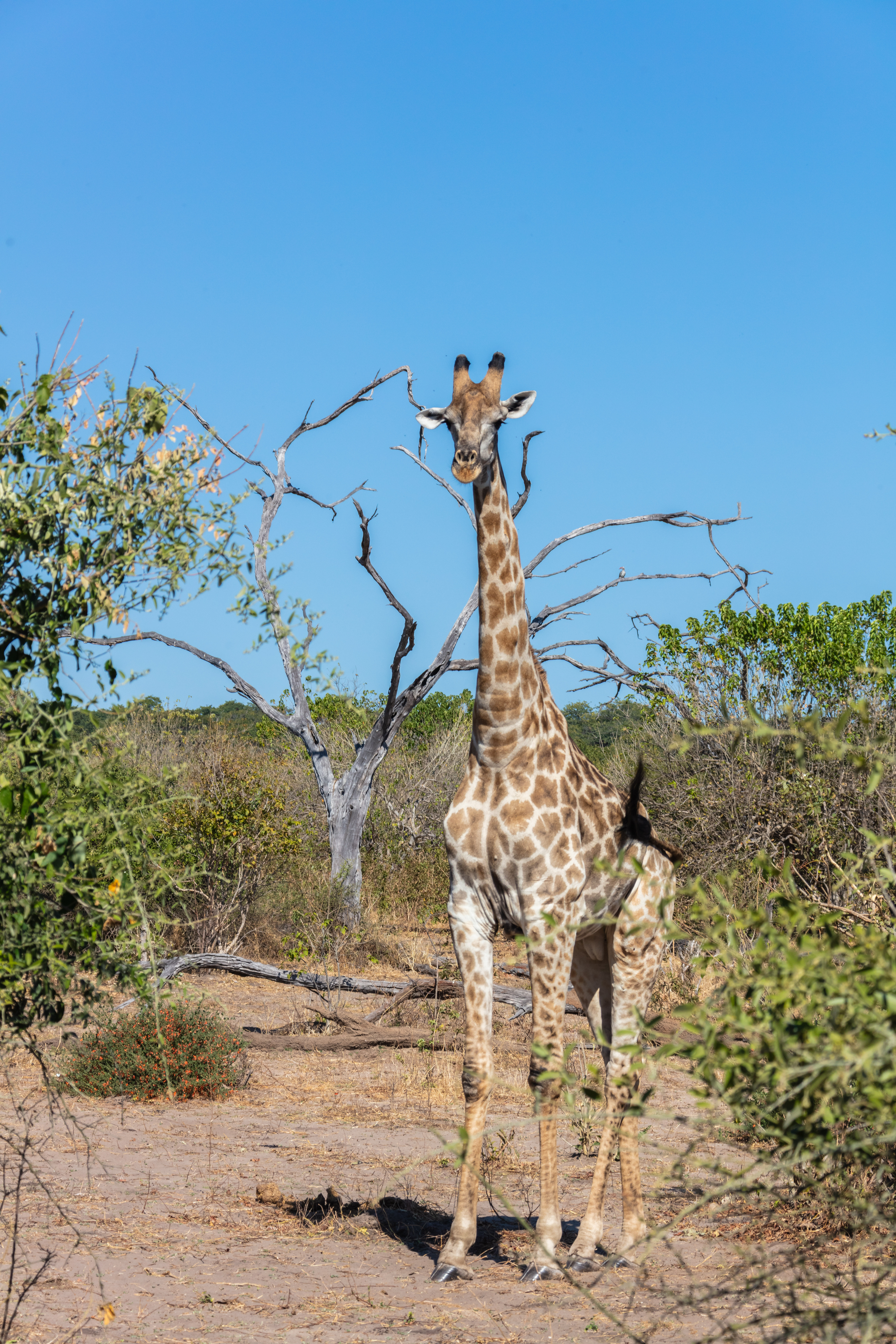
Giraffa nel parco nazionale del Chobe, Botswana

Nell'ecoregione vivono più di 160 specie di mammiferi. Tra questi figurano alcuni grandi predatori come il leone (Panthera leo), il leopardo (P. pardus), il licaone (Lycaon pictus), il ghepardo (Acinonyx jubatus) e la iena maculata (Crocuta crocuta). Tra gli ungulati sono presenti la zebra (Equus quagga), l'antilope roana (Hippotragus equinus), l'antilope nera (H. niger), il tragelafo striato (Tragelaphus scriptus), il kudù maggiore (T. strepsiceros), il sitatunga (T. spekii), la redunca comune (Redunca arundinum), l'impala (Aepyceros melampus melampus), la silvicapra (Sylvicapra grimmia), l'oribi (Ourebia ourebi), il raficero campestre (Raphicerus campestris), l'eland (Taurotragus oryx), lo gnu striato (Connochaetes taurinus), il bufalo cafro (Syncerus caffer), l'alcelafo (Alcelaphus buselaphus), la giraffa (Giraffa giraffa), il damalisco comune (Damaliscus lunatus), il cobo (Kobus ellipsiprymnus), il puku (K. vardonii) e il lichi (K. leche). Altri mammiferi interessanti sono l'elefante (Loxodonta africana), il rinoceronte nero (Diceros bicornis), il rinoceronte bianco (Ceratotherium simum), entrambi divenuti ormai rari nell'ecoregione, l'ippopotamo (Hippopotamus amphibius) e il tasso del miele (Mellivora capensis).
Con oltre 400 specie, l'ecoregione è caratterizzata da un'avifauna molto varia, ma povera di endemismi. Le savane alberate sono l'habitat preferito del bucero di Bradfield (Lophoceros bradfieldi), quasi endemico dell'ecoregione e piuttosto comune. Nella stessa area è presente anche il bucorvo meridionale (Bucorvus leadbeateri). L'ecoregione fornisce riparo al raro e vulnerabile inseparabile guancenere (Agapornis nigrigenis), confinato alle savane alberate di mopane di media altitudine dello Zambia meridionale e dell'estremità settentrionale dello Zimbabwe.
È presente un gran numero di specie di rapaci, tra i quali il segretario (Sagittarius serpentarius), il grifone africano (Gyps africanus), l'avvoltoio orecchiuto (Torgos tracheliotos), l'avvoltoio testabianca (Trigonoceps occipitalis), il capovaccaio pileato (Necrosyrtes monachus), il grillaio (Falco naumanni), il gheppio di Dickinson (F. dickinsoni), il lodolaio africano (F. cuvierii), il falco giocoliere (Terathopius ecaudatus), l'aquila rapace (Aquila rapax), l'aquilastore africano (Aquila spilogaster) e l'aquila marziale (Polemaetus bellicosus). Lungo i fiumi, si incontra il gufo pescatore di Pel (Scotopelia peli).
Nelle zone umide e rivierasche dell'ecoregione vive una gran quantità di uccelli acquatici, tra cui due specie minacciate, la gru caruncolata (Grus carunculata) e la garzetta ardesia (Egretta vinaceigula).
L'ecoregione ospita 87 specie di rettili, tra cui 7 specie di anfisbenidi dei generi Zygaspis, Monopeltis e Dalophia, due delle quali quasi endemiche. Anche un anfibio è quasi endemico, il rospo del fiume Khwai (Poyntonophrynus kavangensis).

## Conservazione
L'ecoregione è considerata vulnerabile: gli insediamenti umani lungo i fiumi, lo sfruttamento del legname e le guerre ne minacciano il futuro. L'8% della sua superficie è protetto. In Angola si trovano il parco nazionale di Bikuar, il parco nazionale di Mupa e la riserva parziale di Luiana; in Namibia il parco nazionale di Mudumu, la riserva di caccia di Mahango, la riserva di caccia di Caprivi, il parco di caccia di Popa e il parco nazionale di Kaudom; nello Zimbabwe il parco nazionale Kazuma Pan e il parco nazionale Hwange; nello Zambia il parco nazionale Simoa Ngwezi; nel Botswana il parco nazionale di Chobe.